# Франкентал (Саксонија)
Франкентал (њем. Frankenthal) општина је у њемачкој савезној држави Саксонија. Једно је од 63 општинска средишта округа Бауцен. Према процјени из 2010. у општини је живјело 1.023 становника. Посједује регионалну шифру (AGS) 14625140.

## Географски и демографски подаци
Франкентал се налази у савезној држави Саксонија у округу Бауцен. Општина се налази на надморској висини од 285 метара. Површина општине износи 9,4 km². У самом мјесту је, према процјени из 2010. године, живјело 1.023 становника. Просјечна густина становништва износи 108 становника/km².